# Roma, l'altra faccia della violenza
Roma, l'altra faccia della violenza è un film del 1976, diretto da Marino Girolami.

## Trama
Quattro banditi rapinano una villa: la cameriera chiama la polizia e il commissario Ferreri avverte subito il commissario Carli, che ordina alle pattuglie di inseguire i quattro, che riescono però a fuggire.
Nel frattempo l'ingegnere Alessi è in macchina con la figlia Carol. Alessi, vedovo, ha anche un altro figlio, Giorgio, che odia il padre in quanto si sente oppresso da quest'ultimo. Lo stesso giorno Carol va ad una festa nella villa della famiglia Lodovici. Alla festa si presentano anche quattro banditi, che uccidono la ragazza. Sulla scena del delitto si presenta Carli, che viene presto raggiunto da Alessi, sconvolto, ed inutili sono i tentativi del commissario di consolarlo.
Qualche giorno dopo, Nardi, un fioraio di strada, si presenta in questura dicendo di essere in grado di riconoscere i banditi. Carli e Ferreri collegano la tragica rapina con quella di via del Casaletto. Durante la notte arrestano alcuni pregiudicati e li portano in questura. Nardi viene convocato per il riconoscimento, ma una volta arrivato dice di non essere più sicuro di riconoscere i banditi. Carli continua inutilmente ad arrestare pregiudicati, e ciò provoca scompiglio nella malavita romana.
Carli si incontra con il confidente Gigi, che gli dà i nomi dei quattro banditi: Donati "il Biondo", Bertè, Marcello Monti e Stefano. Quest'ultimo è uno sfortunato ragazzo cresciuto tra orfanotrofi e correzionali. Alessi intanto va nello studio dell'avvocato Tarantini, il firmatario del fasullo contratto di Nardi. L'ingegnere chiede all'avvocato i nomi di chi gli ha fatto firmare il contratto: l'ingegner Laurenti.
Carli e Ferreri si recano all'abitazione di Marcello, dove si è rifugiato anche Bertè. Il primo si fa arrestare subito, il secondo tenta invece di fuggire, ma si arrende dopo uno scontro a fuoco. Arrestato anche Stefano, vanno a casa del Biondo, che cerca di fuggire ma muore schiacciato da un autobus.
Alessi intanto segue Giulio Laurenti e Andrea, due ragazzi della Roma bene, il primo è il figlio dell'ingegner Laurenti. Giulio è identico all'identikit di Nardi. Giulio, Andrea e l'amico Fabrizio invitano tre ragazze a fare un giro in moto con loro. Solo due accettano. Le portano in una serra, dove le stuprano.
Carli e Ferreri, con la presenza di Alessi, convocano Tarantini. Questi presenta il contratto, che è stato però rifatto e non presenta imperfezioni. Carli convoca Giulio alla questura, che si presenta con il padre e due avvocati. Il commissario mostra alla squadriglia l'identikit, quindi li lascia andare.
Alessi, mentre torna a casa, viene inseguito dai tre pariolini che lo pestano selvaggiamente. L'ingegnere comincia a preparare la sua vendetta, e comincia con l'uccidere Fabrizio, sparandogli mentre tornava a casa in motocicletta. Alessi intanto si rifugia in una pensioncina, rendendosi irreperibile. Giulio e Andrea si incontrano con il quarto bandito, che altri non è che Giorgio, figlio di Alessi e fratello di Carol. Egli si fa pestare apposta dagli altri due e si fa ricoverare, facendo passare il gesto per una vendetta contro Alessi, e in modo da far saltare il padre allo scoperto. L'ingegnere legge la notizia sul giornale, e va subito a trovare il figlio in ospedale. Giorgio lo invita a rifugiarsi nella sua abitazione a Casal Simone, e gli consegna le chiavi. Alessi dice che vi si sarebbe recato l'indomani.
L'ingegnere il giorno dopo spia Andrea, e lo insegue fino ad un vecchio magazzino abbandonato, dove lo uccide. Va quindi a Casal Simone, dove lo aspettano Giorgio e Giulio, che hanno intenzione di ucciderlo.
La polizia aveva però nel frattempo rintracciato Alessi, di conseguenza sono anche loro a Casal Simone. Alessi, arrivato, scende dalla macchina, ma sta per essere tramortito da Giulio, che viene fermato in tempo da Carli. Giulio apre il fuoco, ma viene ucciso da Carli. Giorgio nel frattempo si mette a scappare. Viene visto da lontano dal padre e comincia ad inseguirlo. Viene a sua volta inseguito dalla polizia.
Alessi raggiunge Giorgio in un casolare e gli punta la pistola addosso. L'ingegnere si accorge quindi di aver davanti suo figlio. Giorgio prende il padre per il polso per cercare di togliergli la pistola, ma per sbaglio fa partire un colpo, uccidendolo. Carli arriva e lo arresta.

## Distribuzione
Il film è uscito nelle sale italiane il 27 luglio 1976, mentre in Francia il 6 luglio 1977 col titolo L'autre cote de la violence.